# Johann Philipp Ludwig Ignaz von Frankenstein

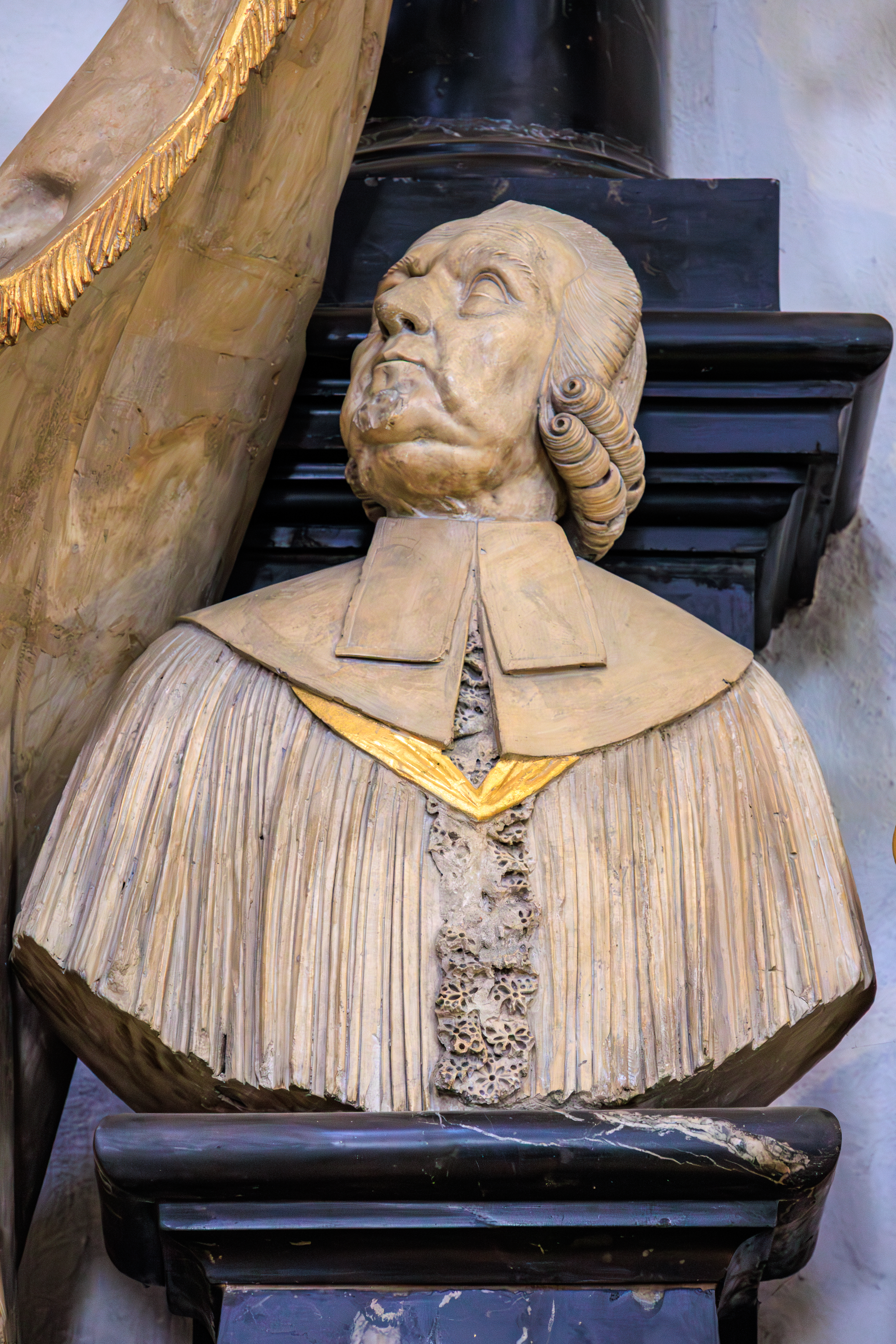
Darstellung des Domherrn auf seinem Epitaph

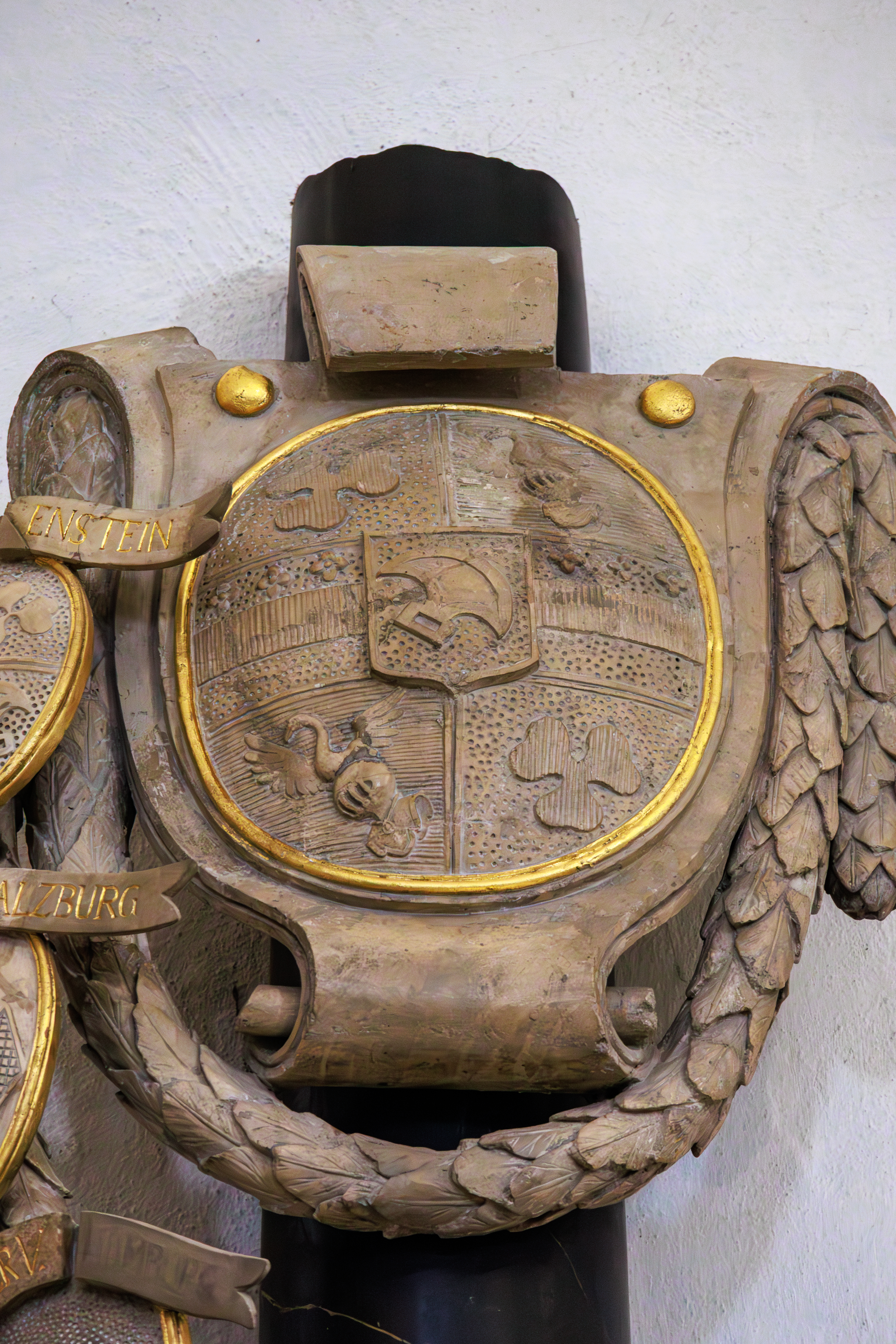
Wappendarstellung am Epitaph

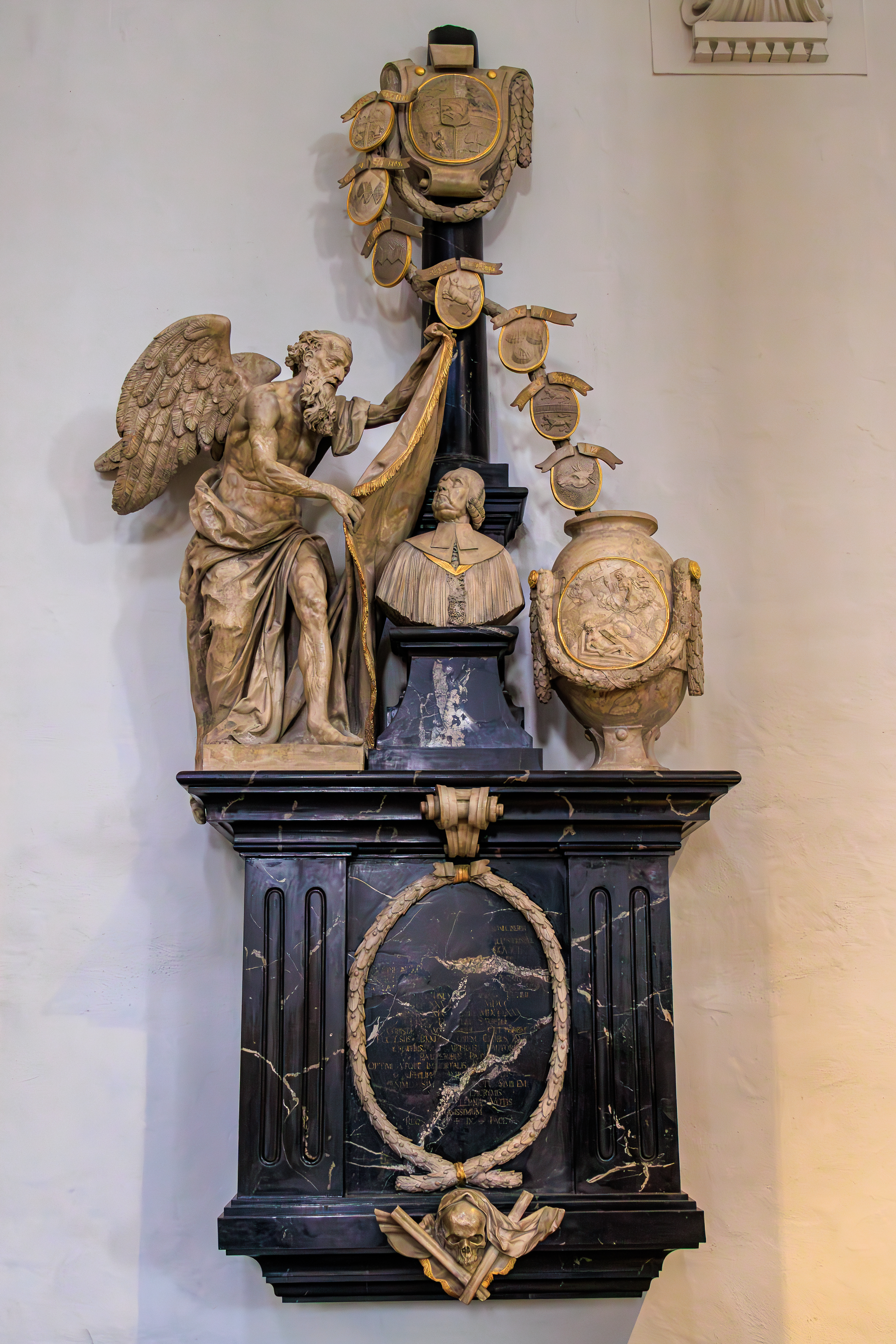
Epitaph im Nördlichen Seitenschiff des Dom St. Kilian (Würzburg)

Freiherr Johann Philipp Ludwig Ignaz von Frankenstein (* 28. Juli 1700; † 14. April 1780 in Würzburg) war Würzburger Domherr und Präsident des würzburgischen Oberen Rats sowie kaiserlicher Geheimer Rat.

## Familie
Johann Philipp war der Sohn des hochfürstlich würzburgischen Oberamtmanns Johann Philipp Adolf Freiherr von Frankenstein und der Maria Margareta Franziska von Eyb.

## Leben
Unterstützt von seinem Onkel mütterlicherseits, Reinhard Anton von Eyb, erhielt er am 22. Februar 1713 eine Domizellarpräbende an der Domkirche zu Würzburg, wo er am 6. März 1729 die niederen Weihen und 12. März 1729 auch das Subdiakonat empfing. Am 1. August 1729 wurde er in das dortige Domkapitel aufgenommen und von diesem am 13. April 1757 zum Dompropst gewählt, woraufhin er am 13. Juni 1757 vor dem als päpstlicher Kommissar fungierenden Weihbischof den vorgeschriebenen Amtseid ablegte.
Nachdem er bereits seit 1752 Propst von Wechterswinkel gewesen war, verlieh er sich selbst als Turnar am 8. Oktober 1768 nach dem Tod des vorherigen Inhabers, Domkapitular Lothar Franz von Bettendorf, die Oberpfarrei Binsfeld und das Benefizium zu Neckarsulm. Außerdem erhielt er am 2. Mai 1730 eine Domizellarpräbende zu Bamberg und wurde dort auch in das Domkapitel gewählt, das ihn schließlich zum Domkustos ernannte.
Seit 1737 bekleidete er das Amt eines hochfürstlich würzburgischen Geheimen Rates sowie des Präsidenten des Oberen Rates und war auch bambergischer Gesandter am kaiserlichen Hof in Wien sowie kaiserlicher Geheimer Rat.
Er starb am 14. April 1780 in seinem Haus in Würzburg und wurde im nördlichen Seitenschiff der Domkirche beigesetzt.

## Epitaph im Würzburger Dom
An der nördlichen Innenwand des nördlichen Seitenschiffs des Würzburger Doms ist sein Epitaph angebracht, das stilistisch vom Klassizismus geprägt ist. Der Sockel ist aus schwarzem Marmor angefertigt und trägt seitlich je zwei Kanneluren. In der Mitte wird die Inschrift, deren Inhalt stark zerstört und kaum zusammenhängend lesbar ist, von einer ovalen Laubgirlande umrahmt. Oben ist eine einzelne Zierschnecke angebracht, unten Vergänglichkeitssymbole. Diese Zierelemente sind aus cremefarbenem Marmor. Ganz anders im Gegensatz zu diesem strengen Unterbau ist der Aufsatz gestaltet: Asymmetrisch und voller Bewegung. Ein mittig gesetzter Sockel trägt die Büste des Verstorbenen aus cremefarbenem Marmor, er blickt über seine rechte Schulter nach oben zu einem geflügelten Engel, der das bärtige Antlitz eines alten Mannes hat und der mit beiden Händen ein Tuch wie eine Zudecke über die Büste zu legen im Begriffe ist. Hinter der Büste erhebt sich eine Säule aus schwarzem Marmor, die ganz oben das vermehrte Wappen der Herren von Franckenstein trägt, rechts, unten und links von einer Laubgirlande mit herabhängenden Enden umgeben.
Von der linken Seite dieses großen Wappens ausgehend zieht sich nun eine S-förmige Girlande mit daran befestigten Ahnenwappen den schwarzen Schaft querend zur anderen Seite, um dort an einer girlandengeschmückten Urne mit einer kreisrunden Reliefdarstellung der Auferstehung aus dem Grabe zu enden. Alle sieben sichtbaren Schilde dieser Ahnenprobe sind mit zweiteiligen Schriftbändern namentlich zugeordnet. In der Kühnheit und Leichtigkeit dieser Anordnung hat diese Ahnenprobe nicht ihresgleichen im Dom. Die Abfolge der Ahnenwappen ist so gestaltet, dass zuerst alle Ahnen väterlicherseits, dann alle Ahnen mütterlicherseits kommen, bis auf den unsichtbaren letzten Schild. In klassischer Durchnummerierung der Vorfahren sind auf der Girlande von oben nach unten die Urgroßeltern in der Abfolge 1 - 3 - 5 - 7 - 2 - 4 - 6 - (8) angebracht.
Johann Philipp Ludwig Ignatius Freiherr von Franckenstein war der Sohn von Johann Friedrich Adolf Freiherr von Franckenstein und Maria Margaretha Franziska von Eyb. Seine Großeltern väterlicherseits waren Johann Friedrich Freiherr von Franckenstein und Anna Margaretha Voit von Salzburg. Die Großeltern mütterlicherseits waren Marquard Franz von Eyb und Sophia Katharina Schenk von Stauffenberg. Die vier Urgroßeltern väterlicherseits waren Johann Eustachius von Franckenstein und Anna Margaretha Brendel von Homburg sowie Adolf Georg Voit von Salzburg und Maria Magdalena Fuchs von Dornheim. Die vier Urgroßeltern mütterlicherseits waren Heinrich Konrad von Eyb und Martha von Sandizell sowie Hans Sigismund Schenk von Stauffenberg und Margarete Ursula Schenk von Geyern.
Entsprechend der logischen Abfolge der Ahnen nach dem Rang ihrer Bedeutung folgen von oben nach unten aufeinander die Wappenschilde der von Franckenstein, der Voit von Salzburg (in Silber ein schwarzer Zickzackbalken), der Brendel von Homburg (in Gold ein roter Zickzackbalken), der Fuchs von Dornheim (in Gold ein aufspringender roter Fuchs), der von Eyb (in Silber drei (2:1) rote Jakobsmuscheln bzw. Pilgermuscheln), der Schenk von Stauffenberg (in Silber ein roter Balken, oben und unten begleitet von einem blauen, rotgezungten Löwen) und der von Sandizell (in Gold ein schwarzer Kalbskopf (Büffelkopf) mit schwarzen Hörnern und roter Zunge). Der achte und letzte Schild mit dem Wappen der Schenk von Geyern (schwarz-silbern geteilt) ist hinter der Urne verborgen und frontal nicht sichtbar.